# 1006

## Esdeveniments
- Agost - Roda d'Isàvena, Ribagorça: en la ràtzia efectuada, Abd al-Malik destrossa la catedral.
- Java: erupció del volcà Merapi.
- Observació d'una supernova.

## Naixements
- Sança de Castella, infanta de Castella i comtessa consort de Barcelona (1021-1027). (m.1027)

## Necrològiques
- Grímr Droplaugarson, bóndi, skald i viking. (n.965)